# Salka serratula
Salka serratula är en insektsart som beskrevs av Sohi och Mann 1994. Salka serratula ingår i släktet Salka och familjen dvärgstritar.
Artens utbredningsområde är Nepal. Inga underarter finns listade i Catalogue of Life.